# Albert Portas
Pour les articles homonymes, voir Portas.
Albert Portas, né le 15 novembre 1973 à Barcelone, est un ancien joueur espagnol de tennis professionnel.

## Biographie
Portas est surtout réputé pour être un excellent joueur de terre battue. C'est sur cette surface qu'il a atteint ses 4 finales en simple et qu'il a remporté son unique titre en 2001 au Masters Series de Hambourg, l'année où il a atteint son meilleur classement ATP : no 19 mondial.
En 1994, il atteint une première finale en tournoi Challenger.
En 1995, il passe un premier tour sur le circuit ATP à Monte-Carlo et remporte le Challenger de Prague.
En 1996, il atteint la finale du tournoi de Santiago en double.
En 1997, il atteint la finale de l'ATP 500 de Barcelone et bat un premier top 10 Marcelo Ríos no 9 (7-5, 7-63) et remporte une nouvelle fois le Challenger de Prague. À Roland Garros il bat au second tour Carlos Moyà no 9 mondial (6-4, 4-6, 7-5, 6-3) puis échoue contre la surprise du tournoi Filip Dewulf (sorti des qualifications il devient le premier Belge demi-finaliste en Grand Chelem de l'histoire) sur le score serré de 3-6, 6-75, 6-4, 7-66, 6-8, jamais il ne passera aussi près d'un 1/8 de finale en Grand Chelem. À Stuttgart, tournoi outdoor sur terre battue, il bat Thomas Muster no 4 (6-4, 7-5).
En 1999, il parvient en finale du tournoi ATP de Saint-Marin.
En 2000, il bat pour la seconde fois un top 10 en Grand Chelem, à l'Open d'Australie, Gustavo Kuerten no 5 (4-6, 4-6, 6-4, 7-68, 6-4) en remontant de deux sets à rien. Il remporte les Challenger de Barcelone et du Caire. Il remporte le tournoi d'Umag en double.
En 2001 à Barcelone, il bat par abandon dès le deuxième jeu Magnus Norman no 5 mondial. Il réalise ensuite au Masters de Hambourg la meilleure performance de sa carrière en remportant le tournoi, il bat successivement sur son parcours :

Vladimir Voltchkov no 31 (6-1, 6-3) ;

Magnus Norman no 9 (7-65, 7-67) ;

Sébastien Grosjean no 11 (6-3, 4-6, 6-2) ;

Alberto Martín no 41 (6-3, 6-2) ;

Lleyton Hewitt no 7 (3-6, 7-5, 6-2) ;

Juan Carlos Ferrero no 6 (4-6, 6-2, 0-6, 7-65, 7-5).

Il atteint deux mois plus tard la finale du tournoi ATP de Sopot. Lors de la demi-finale de Palerme contre Félix Mantilla, il manque 9 balles de matchs.
En 2002 au Challenger de Barcelone, il bat sur terre battue le jeune Rafael Nadal. Il atteint la finale du tournoi d'Umag en double.
En 2003, il bat au Masters de Monte-Carlo Andy Roddick no 6 mondial (7-65, 6-3). À Båstad, Rafael Nadal prend sa revanche 0-6, 4-6 et à Sopot, il bat Carlos Moyà no 4 mondial (7-64, 66-7, 7-5).
En 2005, il remporte le Challenger de Fürth et celui de Vigo.
En 2006, il atteint la finale du tournoi d'Umag en double.
Fin 2007, il met un terme à sa carrière.
Il joue un tournoi Challenger de double à Tarragone en 2009 où il passe un tour.

## Palmarès

### Titre en simple messieurs
| No | Date       | Nom et lieu du tournoi                  | Catégorie      | Dotation    | Surface      | Finaliste           | Score                    |          |
| -- | ---------- | --------------------------------------- | -------------- | ----------- | ------------ | ------------------- | ------------------------ | -------- |
| 1  | 14-05-2001 | Tennis Masters Series Hamburg, Hambourg | Masters Series | 2 450 000 $ | Terre (ext.) | Juan Carlos Ferrero | 4-6, 6-2, 0-6, 7-65, 7-5 | Parcours |

### Finales en simple messieurs
| No | Date       | Nom et lieu du tournoi                        | Catégorie           | Dotation  | Surface      | Vainqueur     | Score          |          |
| -- | ---------- | --------------------------------------------- | ------------------- | --------- | ------------ | ------------- | -------------- | -------- |
| 1  | 14-04-1997 | Trofeo Conde de Godó, Barcelone               | Championship Series | 825 000 $ | Terre (ext.) | Albert Costa  | 7-5, 6-4, 6-4  |          |
| 2  | 09-08-1999 | Tournoi de tennis de Saint-Marin, Saint-Marin | Int' Series         | 275 000 $ | Terre (ext.) | Galo Blanco   | 4-6, 6-4, 6-3  | Parcours |
| 3  | 23-07-2001 | Idea Prokom Open, Sopot                       | Int' Series         | 375 000 $ | Terre (ext.) | Tommy Robredo | 1-6, 7-5, 7-62 | Parcours |

### Titre en double messieurs
| No | Date       | Nom et lieu du tournoi | Catégorie   | Dotation  | Surface      | Partenaire       | Finalistes                | Score     |          |
| -- | ---------- | ---------------------- | ----------- | --------- | ------------ | ---------------- | ------------------------- | --------- | -------- |
| 1  | 17-07-2000 | Croatia Open Umag      | Int' Series | 375 000 $ | Terre (ext.) | Álex López Morón | Ivan Ljubičić Lovro Zovko | 6-1, 7-62 | Parcours |

### Finales en double messieurs
| No | Date       | Nom et lieu du tournoi    | Catégorie    | Dotation  | Surface      | Vainqueurs                        | Partenaire             | Score    |          |
| -- | ---------- | ------------------------- | ------------ | --------- | ------------ | --------------------------------- | ---------------------- | -------- | -------- |
| 1  | 04-11-1996 | Hellmann's Cup Santiago   | World Series | 203 000 $ | Terre (ext.) | Fernando Meligeni Gustavo Kuerten | Dinu Pescariu          | 6-4, 6-2 |          |
| 2  | 15-07-2002 | Croatia Open Umag         | Int' Series  | 356 000 $ | Terre (ext.) | František Čermák Julian Knowle    | Fernando Vicente       | 6-4, 6-4 | Parcours |
| 3  | 24-07-2006 | Studena Croatia Open Umag | Int' Series  | 375 000 $ | Terre (ext.) | Jaroslav Levinský David Škoch     | Guillermo García-López | 6-4, 6-4 | Parcours |

## Résultats en Grand Chelem

### En simple
| Année | Open d'Australie | Open d'Australie | Roland-Garros | Roland-Garros     | Wimbledon | Wimbledon          | US Open  | US Open            |
| ----- | ---------------- | ---------------- | ------------- | ----------------- | --------- | ------------------ | -------- | ------------------ |
| 1997  | -                | -                | 3e tour       | Filip Dewulf      | -         | -                  | 1er tour | Javier Sánchez     |
| 1998  | 1er tour         | Petr Korda       | 1er tour      | Rodolphe Gilbert  | 1er tour  | Sargis Sargsian    | -        | -                  |
| 1999  | 1er tour         | Lionel Roux      | 2e tour       | Byron Black       | 1er tour  | Arnaud Clément     | 1er tour | Mark Woodforde     |
| 2000  | 2e tour          | Adrian Voinea    | 3e tour       | Cédric Pioline    | 3e tour   | Byron Black        | 1er tour | Mark Philippoussis |
| 2001  | 1er tour         | Sláva Doseděl    | 1er tour      | Greg Rusedski     | 1er tour  | Davide Sanguinetti | 3e tour  | Lleyton Hewitt     |
| 2002  | 2e tour          | Dominik Hrbatý   | 3e tour       | Xavier Malisse    | 1er tour  | Wayne Ferreira     | 1er tour | Pete Sampras       |
| 2003  | 1er tour         | Rainer Schüttler | 2e tour       | Fernando González | 1er tour  | Victor Hănescu     | 1er tour | Thomas Enqvist     |
| 2004  | 1er tour         | Jérôme Golmard   | 1er tour      | Galo Blanco       | -         | -                  | -        | -                  |
| 2005  | -                | -                | -             | -                 | -         | -                  | -        | -                  |
| 2006  | -                | -                | 1er tour      | Márcos Baghdatís  | 1er tour  | Arnaud Clément     | -        | -                  |

À droite du résultat, l'ultime adversaire.

### En double
| Année | Open d'Australie                | Open d'Australie             | Roland-Garros             | Roland-Garros                  | Wimbledon                 | Wimbledon                   | US Open                   | US Open                         |
| ----- | ------------------------------- | ---------------------------- | ------------------------- | ------------------------------ | ------------------------- | --------------------------- | ------------------------- | ------------------------------- |
| 1999  | -                               | -                            | -                         | -                              | -                         | -                           | 1er tour Tomáš Cibulec    | Pablo Albano Tomás Carbonell    |
| 2000  | 2e tour Álex López Morón        | Jiří Novák David Rikl        | 1er tour Álex López Morón | Nicklas Kulti Mikael Tillström | 1er tour Álex López Morón | Jeff Coetzee Brent Haygarth | 1er tour Álex López Morón | Mariano Hood Jack Waite         |
| 2001  | 2e tour Álex López Morón        | Michael Hill Jeff Tarango    | 2e tour Tomás Carbonell   | Ellis Ferreira Rick Leach      | 1er tour Álex López Morón | David Prinosil Cyril Suk    | 1er tour Joan Balcells    | David Macpherson Grant Stafford |
| 2002  | 1er tour Emilio Benfele Álvarez | Brian MacPhie Nenad Zimonjić | 2e tour George Bastl      | Mahesh Bhupathi Max Mirnyi     | -                         | -                           | 1er tour Andrés Schneiter | Petr Pála Pavel Vízner          |
| 2003  | Quart de finale Tommy Robredo   | Mark Knowles Daniel Nestor   | 1er tour Tommy Robredo    | Bob Bryan Mike Bryan           | 1er tour Tommy Robredo    | Joshua Eagle Jared Palmer   | 1er tour Tommy Robredo    | Jonas Björkman Todd Woodbridge  |
| 2004  | 2e tour Alberto Martín          | Wayne Black Kevin Ullyett    | -                         | -                              | -                         | -                           | -                         | -                               |
| 2005  | -                               | -                            | -                         | -                              | -                         | -                           | -                         | -                               |
| 2006  | -                               | -                            | 2e tour Nicolás Almagro   | Michaël Llodra Olivier Rochus  | 1er tour Nicolás Almagro  | Potito Starace Lovro Zovko  | -                         | -                               |

Sous le résultat, le partenaire ; à droite, l'ultime équipe adverse.

## Résultats dans lesMasters 1000
| Année | Indian Wells          | Miami              | Monte-Carlo            | Rome                   | Hambourg               | Canada              | Cincinnati         | Essen puis Stuttgart puis Madrid | Paris                   |
| ----- | --------------------- | ------------------ | ---------------------- | ---------------------- | ---------------------- | ------------------- | ------------------ | -------------------------------- | ----------------------- |
| 1995  | —                     | —                  | 2e tour M. Rosset      | —                      | —                      | —                   | —                  | —                                | —                       |
| 1996  | —                     | —                  | —                      | —                      | —                      | —                   | —                  | —                                | —                       |
| 1997  | —                     | —                  | —                      | 2e tour J. Courier     | —                      | —                   | —                  | 1er tour M. Gustafsson           | 1er tour M.-K. Goellner |
| 1998  | 1er tour F. Clavet    | —                  | 1er tour F. Clavet     | 1er tour T. Martin     | 1er tour T. Muster     | —                   | —                  | —                                | —                       |
| 1999  | —                     | —                  | —                      | 1er tour N. Lapentti   | —                      | —                   | —                  | —                                | —                       |
| 2000  | —                     | —                  | 1er tour M. Norman     | 1er tour A. Costa      | —                      | —                   | —                  | —                                | —                       |
| 2001  | —                     | 1er tour M. Chang  | 2e tour J. Golmard     | 2e tour À. Corretja    | Victoire J. C. Ferrero | 1er tour F. Santoro | 1er tour P. Rafter | 1er tour A. Pretzsch             | 2e tour J. C. Ferrero   |
| 2002  | 1er tour F. Squillari | 3e tour R. Federer | 1er tour J. C. Ferrero | 1er tour D. Nalbandian | 1er tour B. Phau       | —                   | —                  | —                                | —                       |
| 2003  | —                     | —                  | 2e tour I. Ljubičić    | 1er tour À. Corretja   | —                      | —                   | —                  | —                                | —                       |
| 2004  | —                     | —                  | 1er tour M. Verkerk    | —                      | 2e tour F. Mayer       | —                   | —                  | —                                | —                       |
| 2005  | —                     | —                  | —                      | —                      | —                      | —                   | —                  | —                                | —                       |
| 2006  | —                     | —                  | —                      | —                      | —                      | —                   | —                  | —                                | —                       |
| 2007  | —                     | —                  | 1er tour D. Hrbatý     | —                      | —                      | —                   | —                  | —                                | —                       |

N.B. : sous le résultat se trouve le nom de l’ultime adversaire.